# Leucania insalebrosa
Leucania insalebrosa är en fjärilsart som beskrevs av Shigero Sugi 1982. Leucania insalebrosa ingår i släktet Leucania och familjen nattflyn. Inga underarter finns listade i Catalogue of Life.